# 톰 메이건
토마스 피터 메이건(Thomas Peter Meighan, 1981년 1월 11일 ~)은 영국 레스터 출신의 가수이다. 그는 영국의 록밴드 카사비안에서 보컬을 맡고있다. 그는 레스터 시티의 서포터이다.